# Fethry Duck
Fethry Duck (Patoso, Pato Fedry, Pascual, Copete o Plumy en idioma español) es un personaje de Disney dentro del universo del Pato Donald, siendo un primo de este.

## Descripción
Parece ser algo torpe pero también puede ser de importancia para Scrooge McDuck ("Tío Rico"/"Tío Gilito"). A veces suele ser una molestia para todos. Suele aparecer como un pato humanoide simpáticamente alocado, poco responsable que resulta ser una de las antítesis del Pato Donald (obsesionado por hacer algo bien), la otra antítesis del Pato Donald es otro primo del mismo: Gladstone Gander, un personaje extremadamente despreocupado y sin embargo afortunado que contrasta con el perenne infortunio del preocupadísimo Donald.
En algunas historietas aparece representado con un sobrino llamado Toñito, un patito representativo de un niño sumamente travieso.

## En superhéroes
En las Historietas brasileñas e italianas, Fethry llega a la categoría del superhéroe de alter ego llamada Red Bat, fue Morcego Vermelho en Brasil (Parodia de Batman, como Paperinik de Donald). En la historieta brasileña, Club of Heroes (de 1986), Red Bat se une con su grupo junto con el grupo de superhéroes, en Ultrahéroes (de 2010), Red Bat también se une como los superhéroes y nuevos villanos.

## Otras
Patoso aparece como una de las historietas, incluyendo a los spin-off de las historietas como Patoso Kid (de 1974), Penas das Selvas (de 1978), Penas de Cavernas, Pena Rubra, O Viking (de 1982), Pena Submarino (de 1983) y Peninha' Escarlate (de 1984).

## Apariciones

### Historietas
- Mickey Mouse (Boom! Studios - 1952): "The Sign of the Squid".
- Uncle Scrooge (Boom! Studios - 1953): "The Dutchman's Secret".
- Topolino (Panini Comics): Fethry apareció con el primer título "The Health Nut" en 1964.
- Zé Carioca (abril): Apareció en 1965, Fethry en 1974, Penas de Cavernas en 1982.
- Walt Disney's Comics & Stories (Boom! Studios): Apareció en 1966.
- Donald Duck (Boom! Studios): Apareció en 1966.
- Peninha (abril): Pena Submarino apareció en 1983.
- Disney Juniors (abril): Apareció en 1986.
- Donald Duck Adventures (de Gladstone, Disney Comics y Gemstone - 1987): "Another Day, Another Dolor".
- Disney MIX (abril): Apareció en 1989.
- Paperinik (Walt Disney Company Italia): Apareció últimamente en 1993.
- Disney's Hero Squad (Boom! Studios): Red Bat (aka. Fethry Duck) apareció en 2010.
- The Stories of the Bay: The Lightning's Ballad (IDW Publishing): Apareció junto con Pato Moby en 2013.

#### Otras
- 20 Anos De Peninha (abril) - 10 de noviembre de 1986
- Seleção Disney 14: Bangue-bangue (abril) - 6 de noviembre de 1987
- Seleção Disney 28 - Velho Oeste (abril) - marzo de 1990
- Disney Especial 137 - Bangue-bangue City (abril) - marzo de 1993
- Peninha 50 Anos (abril) - julio de 2014

## En otros medios

### Televisión
Fethry hizo su debut en una producción animada en 2018, en "The Depths of Cousin Fethry!", el segundo episodio de la segunda temporada de Patoaventuras (2017). Con su voz interpretada en la versión en inglés por Tom Kenny, conocido actor por ser la voz oficial de Bob Esponja.